# Lieuwenburgzoom
Het vijverpark Lieuwenburgzoom, voorheen het Kronenbergerpark en in de volksmond nog zo genoemd, is het park in het midden van de wijk Camminghaburen in Leeuwarden, in de Nederlandse provincie Friesland. Het park is gelegen tussen een aantal basisscholen aan de Idzerdastins en de centrale visvijver.
Eind 2023 is de naam gewijzigd naar Lieuwenburgzoom, een verwijzing naar het feit dat het nabijgelegen winkelcentrum aan de Lieuwenburg ligt.

## Geschiedenis
De wijk Camminghaburen is in de jaren 1980 ontstaan als groene nieuwbouwwijk aan de oostkant van Leeuwarden. Het is een wijk met veel jonge gezinnen uit meerdere lagen van de samenleving.
Het park ontstond als centraal belevingscentrum van de wijk om jong en oud met elkaar te verbinden. Zo zijn er meerdere speelvelden, een klimheuvel met in het verleden een uitkijktoren, klimtoestellen en meer.
In 2018 is het park deels heringericht met een voetbalkooi, basketbalveld, en halfpipe voor skaters. De scholen maken ook met speldagen gebruik van het park. Ook zijn er kunstwerken, zoals de Porta Futura geïnspireerd op een oud amfitheater, te vinden vlak aan het water onder aan de speelklimheuvel.

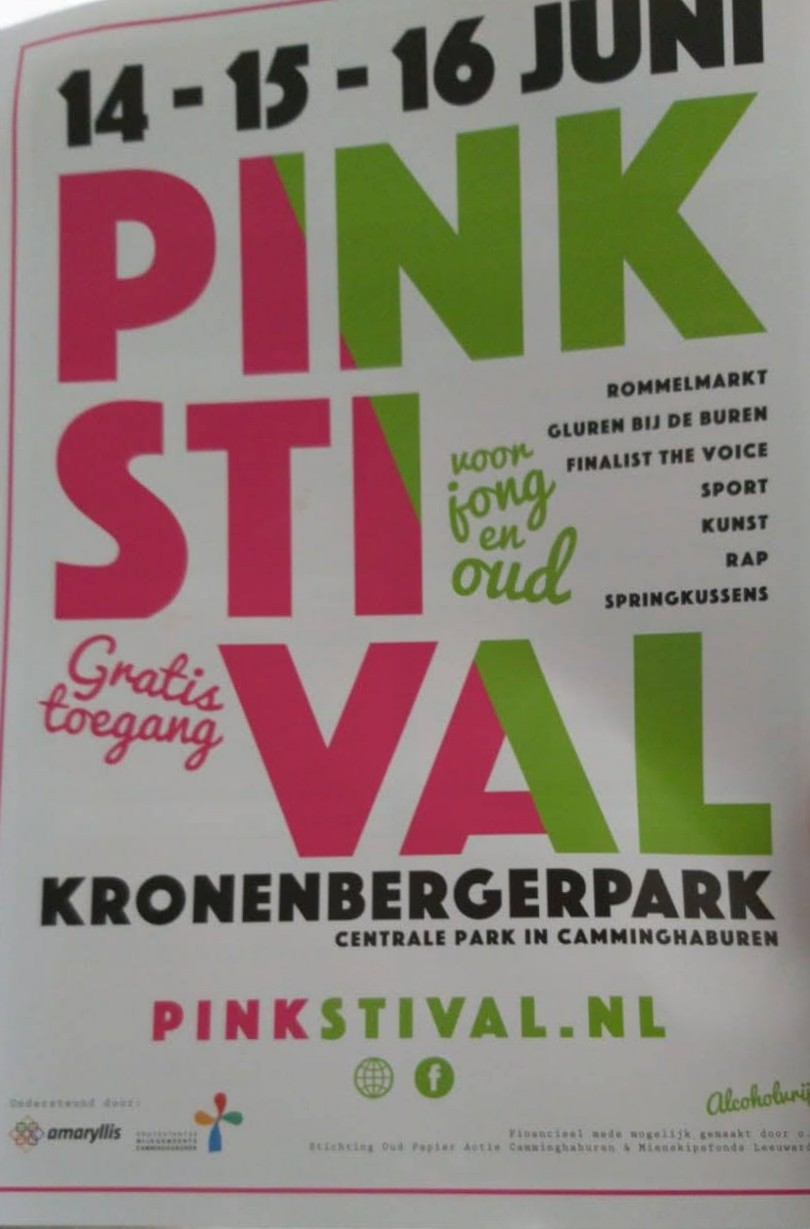
Pinkstival_2019

In de zomer van 2019 vond er een buurtevenement plaats onder de naam Pinkstival om de saamhorigheid in de buurt te vergroten. Het was een feestelijk evenement met een gezamenlijke buurt-bbq.
Eind 2020 is er een tiny forest (klein bosje) toegevoegd aan het park. Samen met leerlingen uit het basisonderwijs werd dat aangelegd.
Op 3 oktober 2023 besluit B&W van de gemeente Leeuwarden de naam te wijzigen naar Lieuwenburgzoom. De argumentatie hiervoor is dat het nabijgelegen winkelcentrum aan de Lieuwenburg ligt. Echter in de volksmond wordt er gesproken over het Kronenbergerpark door de bewoners/makelaars van de wijk.
Abbingapark · 
Dr. Zamenhofpark · 
Julianapark · 
Kronenbergerpark · 
Noorderplantage · 
Oostervijverpark · 
Prinsentuin · 
Rengerspark · 
Westerpark

Parken in Friesland